# Saul Oliveira
Saul Oliveira, mais conhecido como Saulzinho ou apenas Saul (Florianópolis, 7 de dezembro de 1919 — Florianópolis, 10 de julho de 1999), foi um atacante do futebol brasileiro. Um símbolo do Avaí Futebol Clube. Goleador, foi o quarto maior artilheiro estadual do país, marcando 401 gols. Jogou de 1939 a 1953. Se tornou também o maior artilheiro do clássico de Florianópolis entre Avaí e Figueirense, com 41 gols em 45 jogos, atuando sempre pelo Avaí.
Saul também presidiu o Avaí nos anos de 1966 a 1968 e também treinou o time em 1966 e 1969.
Entre tantos clubes que jogou, totalizou 401 gols em sua carreira.
É o maior artilheiro da história do Avaí.

## Seleção Avaiana
Uma eleição feita em 1998 com um grupo de torcedores, jornalistas e ex-atletas do Avaí, apontou aqueles que seriam os melhores jogadores da história do clube até aquela data. Saul foi escolhido um dos atacantes desta seleção.